# ÷ (álbum)
÷ o Divide (pronunciado /dɪˈvaɪd/) es el tercer álbum de estudio del cantautor y músico británico Ed Sheeran. Su lanzamiento original fue el 3 de marzo de 2017 a través de las discográficas Warner Music, Asylum Records y Atlantic Records, pero antes de su lanzamiento, previamente se lanzaron las canciones «Castle on the Hill» y «Shape of You», que fueron publicados el 6 de enero de 2017, esto fue como una previa al lanzamiento de su tercer álbum de estudio. El álbum fue galardonado a Mejor Interpretación Vocal Pop en los Grammy 2018.
El álbum debutó en el número uno en el Reino Unido, vendiendo 672 000 unidades en su primera semana, convirtiéndolo en el álbum más vendido por un artista masculino en ese país y el tercer mayor debut detrás del disco "25" de Adele y "Be Here Now" de Oasis. También encabezó las listas de éxitos en 14 países, incluidos los Estados Unidos, Canadá y Australia. Todas las pistas del álbum se posicionaron en los primeros 20 de la lista de sencillos del Reino Unido en la semana del lanzamiento del álbum, debido principalmente a la transmisión a gran escala. 
El gran éxito de sus canciones en el Reino Unido ocasionó cambios en la confección de las listas de mayores éxitos en el Reino Unido. Official Charts Company introdujo nuevas reglas que limitan las pistas elegibles para ingresar entre los 100 primeros a tres por artista principal y reajustó la proporción de transmisiones a ventas para canciones más antiguas.
En diciembre de 2017 con tan solo 9 meses de su lanzamiento oficial vendió 9,89 millones de copias en todo el mundo.
Ya para agosto de 2019, el álbum ha logrado despachar 15 millones de unidades vendidas a nivel mundial.

## Antecedentes
El 13 de diciembre de 2015, Sheeran anunció un retiro por un año en sus redes sociales. Posteriormente, señaló que parte de este tiempo lo pasaría creando su tercer álbum. Exactamente un año después de este anuncio, el 13 de diciembre de 2016, varias plataformas sociales de Sheeran publicaron imágenes de un cuadrado celeste para comunicar su inminente regreso a la música. El 1 de enero de 2017, Sheeran volvió a las redes sociales para informar que «nueva música» sería publicada el 6 de enero de 2017. El 12 de enero de 2017, Sheeran reveló la lista de canciones y la fecha de lanzamiento del álbum.

## Sencillos
"Castle on the Hill" y "Shape of You", los principales sencillos del álbum, se emitieron el 5 de enero de 2017. Ed se burló de las pistas en las redes sociales durante la semana previa a su lanzamiento, publicando extractos instrumentales y la letra inicial de cada canción.
"Galway Girl" se anunció como el tercer sencillo a través de la cuenta de Twitter de Sheeran el 17 de marzo de 2017. Fue agregado a la lista de reproducción de la BBC Radio 2 al día siguiente.
El 22 de septiembre de 2017, Billboard anunció que "Perfect" sería el cuarto sencillo del álbum, el cual se colaría en su lista de las mejores 40 el 26 de septiembre de 2017.

### Sencillos promocionales
"How Would You Feel (Paean)" fue lanzado el 17 de febrero de 2017 como un sencillo promocional con su prepedido.
Una versión acústica en vivo extendida de "Eraser" debutó en el canal SB.TV de YouTube el 28 de febrero de 2017; conmemorando el décimo aniversario de la participación de SB.TV en YouTube y el séptimo aniversario de la participación de Sheeran en YouTube con SB.TV.

## Lista de canciones
| Edición estándar |                                  | |                             |          |  |
| N.º              | Título                           | Letras | Música                      | Duración |  |
| 1.               | «Eraser»                         | Ed Sheeran, Johnny McDaid                                                                                 | McDaid, Sheeran             | 3:47     |  |
| 2.               | «Castle on the Hill»             | Sheeran, Benjamin Levin                                                                                   | Benny Blanco                | 4:21     |  |
| 3.               | «Dive»                           | Sheeran, Levin, Julia Michaels                                                                            | Blanco                      | 3:58     |  |
| 4.               | «Shape of You»                   | Sheeran, Steve Mac, McDaid                                                                                | Mac, Sheeran                | 3:53     |  |
| 5.               | «Perfect»                        | Sheeran                                                                                                   | Will Hicks, Sheeran, Blanco | 4:23     |  |
| 6.               | «Galway Girl»                    | Sheeran, Amy Wadge, Damian McKee, Eamon Murray, McDaid, Liam Bradley, Niamh Dunne, Sean Graham, Foy Vance | Mike Elizondo               | 2:50     |  |
| 7.               | «Happier»                        | Sheeran, Ryan Tedder, Levin                                                                               | Blanco                      | 3:27     |  |
| 8.               | «New Man»                        | Sheeran, Ammar Malik, Jessie Ware, Levin                                                                  | Blanco                      | 3:09     |  |
| 9.               | «Hearts Don't Break Around Here» | Sheeran, McDaid                                                                                           | Blanco                      | 4:08     |  |
| 10.              | «What Do I Know?»                | Sheeran, McDaid, Vance                                                                                    | McDaid, Sheeran             | 3:57     |  |
| 11.              | «How Would You Feel (Paean)»     | Sheeran                                                                                                   | Sheeran                     | 4:40     |  |
| 12.              | «Supermarket Flowers»            | Sheeran, McDaid, Levin                                                                                    | Blanco, McDaid, Sheeran     | 3:41     |  |
| 46:14            |                                  | |                             |          |  |

| Edición de lujo |                  |                                                                    |                            |          |  |
| N.º             | Título           | Letras                                                             | Música                     | Duración |  |
| 13.             | «Barcelona»      | Sheeran, Wadge, Levin, Vance, McDaid                               | Blanco, Sheeran            | 3:11     |  |
| 14.             | «Bibia Be Ye Ye» | Sheeran, Levin, Joseph Addison, Nana Richard Abiona, Stephen Woode | Blanco, KillBeatz, Sheeran | 2:56     |  |
| 15.             | «Nancy Mulligan» | Sheeran, Wadge, Vance, McDaid, Murray Cummings, Levin              | Blanco, Sheeran            | 2:59     |  |
| 16.             | «Save Myself»    | Sheeran, Wadge, Timothy McKenzie                                   | Labrinth, Sheeran          | 4:07     |  |
| 59:27           |                  |                                                                    |                            |          |  |

## Recepción
Actualmente el álbum es el más reproducido de Spotify contando con 9.861.396798 de reproducciones hasta el momento.[cita requerida]